# Apus caffer
Il rondone cafro (Apus caffer (Lichtenstein, 1823)) è un uccello della famiglia Apodidae.

## Descrizione
È un uccello molto simile al balestruccio, uccello della famiglia degli Irundinidi, più piccolo e con riflessi bluastri. Si differenzia dagli altri rondoni per il groppone bianco. Un'altra specie di rondone molto simile è il rondone indiano (Apus affinis), dal quale si differenzia per la colorazione più scura. Lunghezza di 14 cm circa.

## Biologia

### Riproduzione
Spesso usa i nidi di alcune rondini, come Hirundo daurica. In mancanza di questi se lo costruisce da solo con piume, fili e paglia. Depone da 2 a 3 uova, che cova per almeno 3 settimane.

## Distribuzione e habitat
Questo rondone si rinviene nell'Africa subsahariana e in Europa nidifica qualche volta in Spagna e Portogallo.